# Bistum David
Das Bistum David (lateinisch Dioecesis Davidensis, spanisch Diócesis de David) ist eine römisch-katholische Diözese mit Sitz in David in Panama. Es umfasst die Provinz Chiriquí.
Papst Pius XII. gründete mit der Bulle Amantissimus Deus am 6. März 1955 das Bistum David aus Gebietsabtretungen des Erzbistums Panama und unterstellte es diesem als Suffraganbistum. Am 17. Oktober 1962 trat es Teile seines Territoriums an die neuerrichtete Territorialprälatur Bocas del Toro ab.

## Bischöfe von David
- Tomás Alberto Clavel Méndez (24. Juli 1955 – 3. März 1964), dann Erzbischof von Panama
- Daniel Enrique Núñez Núñez (4. Juni 1964 – 11. Januar 1999)
- José Luis Kardinal Lacunza Maestrojuán OAR (2. Juli 1999 – 15. Februar 2024)
- Luis Enrique Saldaña Guerra OFM (seit 15. Februar 2024)

## Weblinks

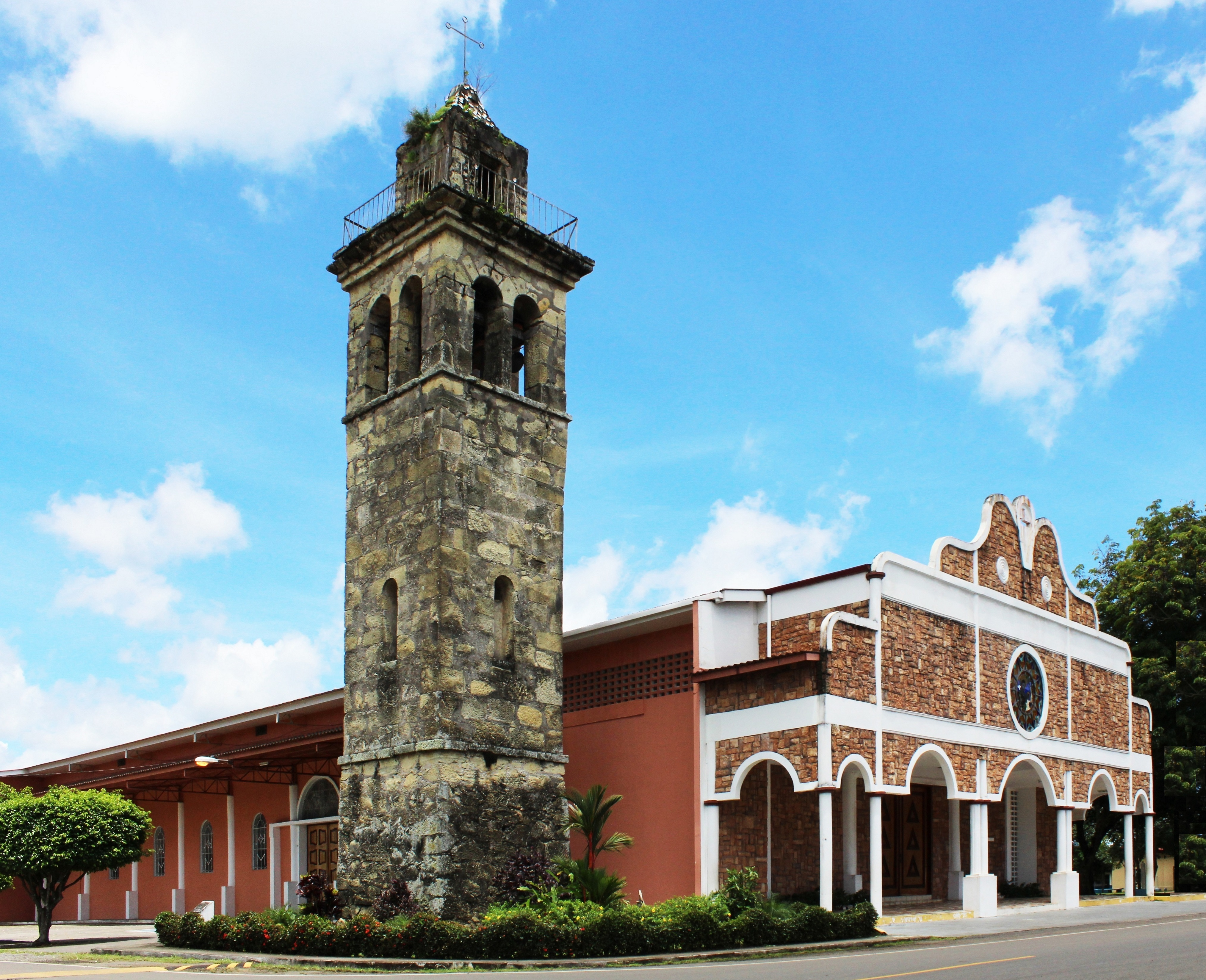
Kathedrale in David